# 李启万
李启万（1935年9月—2022年9月14日），男，山东蓬莱人，中华人民共和国政治人物，曾任中共济南市委副书记，济南市人大常委会主任，第六届全国人大代表。

## 生平
1953年8月加入中国共产党。1956年5月参加工作后，历任潍坊建泰铁工厂、永利铁工厂宣传委员、秘书组长，潍坊钢铁二厂工段长、技术科长、党委委员、团总支书记。1961年7月后，历任中共潍坊市委工业部干事、市人委办公室秘书，昌潍地区专员公署办公室和中共昌潍地委办公室干事、秘书。1968年10月因文化大革命被下放至潍北农场劳动。1969年11月，后历任昌潍地区革命委员会“一打三反”办公室工作人员，中共昌潍地委办公室秘书组组长。1975年11月后，历任中共昌潍地委办公室副主任、地委副秘书长兼办公室主任、地委秘书长。1980年3月，任中共益都县委书记、人武部第一政委。1981年11月，任中共潍坊地委副书记、潍坊地区行署专员。1983年当选为第六届全国人大代表。1984年调东营市工作，历任副市长、市委副书记、市政协主席。1987年10月，出任山东省供销社联社主任。1989年3月，任中共济南市委副书记。1993年3月，在济南市第十一届人民代表大会第一次会议上当选济南市人大常委会主任（1995年5月被中共中央组织部明确为副省长级）。1998年2月，在济南市第十二届人民代表大会第一次会议上继续当选为济南市人大常委会主任。2003年12月退休。2022年9月14日19时37分在济南逝世。